# Pirol
Pirol je heterociklički aromatski kemijski spoj od pet članova kojemu je u prstenu jedan dušikov atom. Formule je C4H5N.
U sobnim uvjetima je tekućina. Indeks loma mu je velik. Polimerizira nakon dužeg stajanja. Pirol se nalazi u važnim organskim spojevima, poput porfirina.